# Självstyrelselagen
Självstyrelselagen är den finländska lag som reglerar Ålands självstyrelse. Den stiftades av Finlands riksdag 1920, efter att Ålandsrörelsen hade krävt att Åland skulle tillhöra Sverige. Finland avvisade kravet och erbjöd självstyre inom landet.

## Bakgrund
När Åland inte accepterade förslaget, lämnades Ålandsfrågan över till Nationernas förbund. I juni 1921 beslutade förbundets råd:
- Finland fick suveränitet över Åland
- Åland fick garantier för språk, kultur och självstyre
- Sverige slöt avtal med Finland om Ålands neutralisering och demilitarisering

Efter att lagen kompletterats med regler om jordförvärv och rösträtt hölls val till det åländska landstinget 1922. Den 9 juni samma år hölls det första plenum, en dag som blivit Ålands självstyrelsedag.
Lagen har reviderats 1951 och 1993.

## Innehåll
Lagen ger Landskapet Åland rätt att stifta lagar och sköta förvaltning inom bland annat:
- Lagtingets organisation, val och befogenheter
- Landskapsregeringens uppgifter och förvaltning
- Kommunindelning, kommunal förvaltning och val
- Landskaps- och kommunalskatter, avgifter
- Allmän ordning (med vissa undantag)
- Planläggning, byggande och bostadsfrågor
- Markinlösen för allmänt behov
- Hyres- och arrendefrågor
- Miljöskydd, vattenrätt och friluftsliv
- Skydd av kulturmiljö och fornminnen
- Hälso- och sjukvård, socialvård och alkoholtillstånd
- Undervisning, kultur, ungdomsfrågor, bibliotek och museer
- Jord- och skogsbruk, jakt, fiske och näringsverksamhet
- Arbetsmarknadsfrågor
- Djurskydd och veterinärväsende
- Användning av mark, skog och vatten, mineralutvinning
- Post, radio, tv, vägar, trafik och lokal sjöfart
- Användning av flagga och vapen
- Statistik och straff inom Ålands behörighet
- Övriga frågor som enligt lagen hör till Åland